# Brigitte Hamann

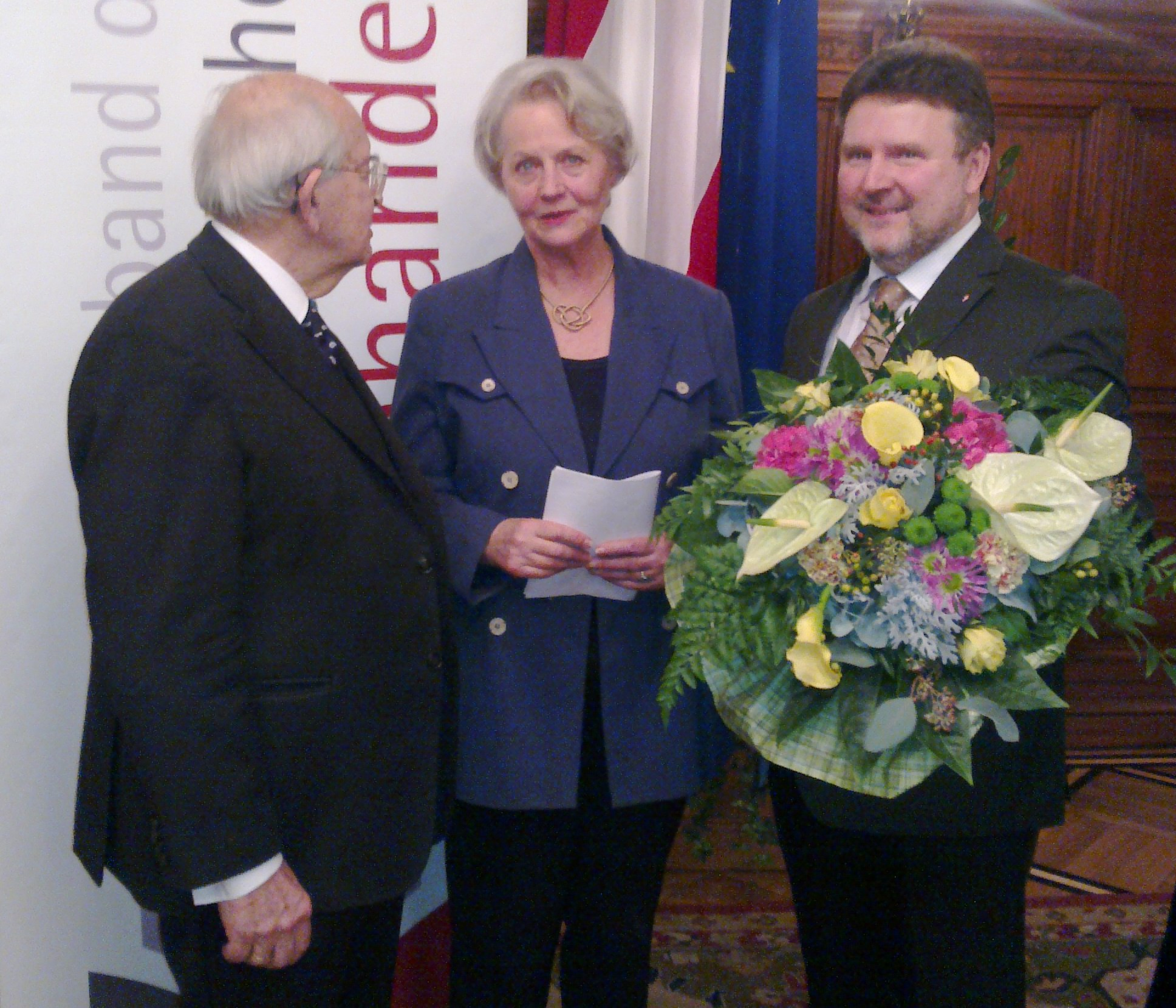
Verleihung des Ehrenpreises des Österreichischen Buchhandels für Toleranz in Denken und Handeln an Brigitte Hamann im Wiener Rathaus am 22. November 2012. Links der Laudator Gerald Stourzh, rechts Stadtrat Michael Ludwig

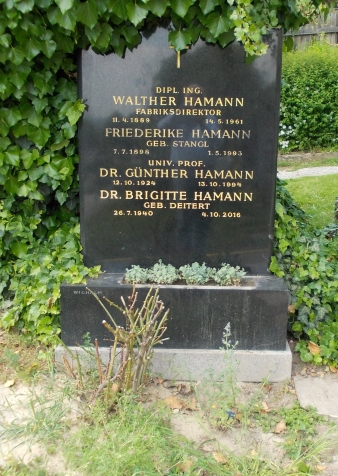
Grabstätte von Brigitte Hamann

Brigitte Hamann, geborene Deitert (* 26. Juli 1940 in Essen; † 4. Oktober 2016 in Wien), war eine deutsch-österreichische Historikerin und Autorin.

## Leben
Brigitte Deitert studierte Germanistik und Geschichte an den Universitäten Münster und Wien. 1963 legte sie in Münster das Realschullehrer-Examen ab, absolvierte ein Volontariat bei der Deutschen Presse-Agentur in Essen und wurde 1964 Redakteurin der Neuen Ruhr Zeitung. 1965 heiratete sie den Wiener Historiker und Universitätsprofessor Günther Hamann (1924–1994) und war anschließend als dessen Assistentin tätig. Ein Jahr nach der Hochzeit erhielt sie zusätzlich zur deutschen auch die österreichische Staatsbürgerschaft. 1978 wurde sie bei Adam Wandruszka mit einer Dissertation über den österreichischen Kronprinzen Rudolf promoviert. Im gleichen Jahr veröffentlichte sie seine Biografie unter dem Titel Rudolf. Kronprinz und Rebell. Das Buch wurde ein großer Erfolg. Danach arbeitete Brigitte Hamann als freie Historikerin.
Am 22. November 2012 wurde ihr im Wiener Rathaus der Ehrenpreis des österreichischen Buchhandels für Toleranz in Denken und Handeln verliehen, die Laudatio hielt Gerald Stourzh.
Brigitte Hamann war Mutter von drei Kindern, unter ihnen die Journalistin, Politikerin und Feministin Sibylle Hamann.
Ihre letzte Ruhestätte befindet sich auf dem Grinzinger Friedhof (Gruppe 36, Reihe 5, Nummer 1) im 19. Wiener Gemeindebezirk Döbling.

## Werk
Hamann hat vorzugsweise an Werken zur österreichischen Geschichte gearbeitet und sich dabei einem biographischen Zugang verschrieben. Ihr besonderer Schwerpunkt lag auf der Geschichte der Habsburger und der Geschichte des Nationalsozialismus. Über ihren persönlichen Ausgangspunkt sagte sie: „Ich hatte (von Deutschland kommend) einen anderen Blick auf Österreich und begann, mit einer gewissen Distanz zu schreiben.“
Ihre Veröffentlichung Hitlers Wien (vgl. dazu Hitlers Jahre in Wien) überzeugte durch akribische Ermittlung neuer Quellen und eindringliche Darstellung der christlich-sozialen und völkisch-antisemitisch dominierten politischen Kultur Wiens in jenen Jahren.
Brigitte Hamann gehörte mit Franz Herre und Paul Naredi-Rainer zum „Intelligenzteam“ der 26-teiligen WDR-Sendereihe Puzzle – Ein Denkspiel für 3XKluge. Autor und Produzent war Claus Spahn. Die WDR-Serie war ein großer Erfolg und wurde ab 1984 fast 15 Jahre produziert.

## Schriften
- Rudolf. Kronprinz und Rebell. Amalthea, Wien 1978, ISBN 3-85002-092-4 (Dissertation Universität Wien [1977], unter dem Titel: Das Leben des Kronprinzen Rudolf von Österreich-Ungarn nach neuen Quellen, zwei Bände[5]).
  - revidierte und modernisierte Fassung, als: Kronprinz Rudolf. Ein Leben. ebenda 2005, ISBN 3-85002-540-3.
- als Herausgeberin: Kronprinz Rudolf. Majestät, ich warne Sie … Geheime und private Schriften. Amalthea, Wien u. a. 1979, ISBN 3-85002-110-6.
- Elisabeth. Kaiserin wider Willen. Amalthea, Wien u. a. 1982, ISBN 3-85002-147-5.
- als Herausgeberin: Elisabeth. Bilder einer Kaiserin. Amalthea, Wien u. a. 1982, ISBN 3-85002-156-4.
- als Herausgeberin: Mit Kaiser Max in Mexiko. Aus dem Tagebuch des Fürsten Carl Khevenhüller 1864–1867. Amalthea, Wien u. a. 1983, ISBN 3-85002-169-6.
- als Herausgeberin: Kaiserin Elisabeth. Das poetische Tagebuch (= Fontes Rerum Austriacarum. Abteilung 1: Scriptores. Bd. 12). Verlag der Österreichischen Akademie der Wissenschaften, Wien 1984, ISBN 3-7001-0659-9.
- Ein Herz und viele Kronen. Das Leben der Kaiserin Maria Theresia. Kinderbuch, illustriert von Rolf Rettich. Ueberreuter, Wien 1985, ISBN 3-8000-2249-4; 1986, ISBN 3-492-03037-8.
- Bertha von Suttner. Ein Leben für den Frieden. Piper, München und Zürich 1986, ISBN 3-492-03037-8; Neuausgabe unter dem Titel Bertha von Suttner: Kämpferin für den Frieden. Bildauswahl und Redaktion von Georg Hamann. Brandstätter, Wien 2013, ISBN 978-3-85033-755-7.
- als Herausgeberin: Die Habsburger. Ein biographisches Lexikon. Piper, München / Zürich 1988, ISBN 3-492-03163-3.
- Nichts als Musik im Kopf. Das Leben von Wolfgang Amadeus Mozart. Ueberreuter, Wien 1990, ISBN 3-8000-2321-0 (Kinderbuch).
- als Herausgeberin: Meine liebe, gute Freundin! Die Briefe Kaiser Franz Josephs an Katharina Schratt. Aus dem Besitz der Österreichischen Nationalbibliothek. Herausgegeben und kommentiert. Ueberreuter, Wien 1992, ISBN 3-8000-3371-2.
- Hitlers Wien. Lehrjahre eines Diktators. Piper, München u. a. 1996, ISBN 3-492-03598-1; anhand neuer Quellen überarbeitet von Oliver Rathkolb und Johannes Sachslehner, Molden Verlag, 2022, ISBN 978-3-222-15092-0.
- Winifred Wagner oder Hitlers Bayreuth. Piper, München u. a. 2002, ISBN 3-492-04300-3.
- Der Erste Weltkrieg. Wahrheit und Lüge in Bildern und Texten. Piper, München u. a. 2004, ISBN 3-492-04590-1.
- Die Familie Wagner (= Rowohlts Monographien, 50658). Rowohlt, Reinbek bei Hamburg 2005, ISBN 3-499-50658-0.
- Mozart. Sein Leben und seine Zeit. Ueberreuter, Wien 2006, ISBN 3-8000-7132-0.
- Hitlers Edeljude. Das Leben des Armenarztes Eduard Bloch. Piper, München u. a. 2008, ISBN 978-3-492-05164-4.
- Österreich. Ein historisches Portrait. Beck, München 2009, ISBN 978-3-406-59213-3.

## Auszeichnungen
- 1978 Heinrich-Drimmel-Preis
- 1982 Premio Comisso
- 1986 Donauland Sachbuchpreis Danubius
- 1995 Anton-Wildgans-Preis
- 1997 Bruno-Kreisky-Preis für das politische Buch (Hauptpreis) für Ins unentdeckte Österreich für Hitlers Wien[6]
- 2002 „Buch des Jahres 2002“ für Winifred Wagner oder Hitlers Bayreuth, verliehen von der Zeitschrift opernwelt
- 2002 „Historisches Buch des Jahres 2002“ ebenfalls für Winifred Wagner oder Hitlers Bayreuth, verliehen von der Zeitschrift Damals
- 2002 Ehrenpreis des Presseclubs Concordia
- 2004 Preis der Stadt Wien für Publizistik
- 2006 Ehrenmedaille der Bundeshauptstadt Wien in Silber[7]
- 2012 Ehrenpreis des österreichischen Buchhandels für Toleranz in Denken und Handeln[8]